# ESG (styrning)
Environmental, social and governance (ESG) är en förkortning för en investeringsprincip som prioriterar miljöfrågor, sociala frågor och bolagsstyrning. Att investera med ESG-hänsyn benämns ibland som ansvarsfulla investeringar eller, i mer proaktiva fall, effektinvesteringar.
Termen ESG kan härledas till en rapport från 2004 med titeln "Who Cares Wins", som var ett gemensamt initiativ från finansiella institutioner på inbjudan av Förenta Nationerna (FN). År 2023 hade ESG-rörelsen vuxit från ett FN-initiativ för företagens sociala ansvar till ett globalt fenomen som representerade mer än 30 biljoner USD i förvaltade tillgångar.
Kritiken mot ESG varierar beroende på synvinkel och fokusområde. Dessa områden inkluderar datakvalitet och brist på standardisering; reglering och politik som är under utveckling; greenwashing; och variation i definitionen och bedömningen av samhällsnytta.

## Dimensioner av ESG
ESG har antagits i hela EU:s finansmarknad för att beskriva och mäta ett företags hållbarhet och samhälleliga inflytande. MSCI, ett globalt ESG- värderingsinstitut, definierar ESG-investeringar som hänsyn till miljömässiga, sociala och styrande faktorer tillsammans med finansiella faktorer i investeringsbeslutsprocessen. Likaså lyfter S&P hänsyn till hur miljömässiga, sociala och styrningsrelaterade risker och möjligheter kan ha väsentliga effekter på företagens prestationer.
1. Miljöaspekt: Data rapporteras om klimatförändringar, utsläpp av växthusgaser, påverkan på  biologisk mångfald, avskogning / återställande av skog, begränsning av föroreningar, energieffektivitet och vattenhantering.
2. Social aspekt: Data rapporteras om anställdas säkerhet och hälsa, arbetsrättsliga frågor, mångfald, jämlikhet och inkludering, och konflikter[7] och är relevant i risk- och avkastningsbedömningar direkt genom resultat i att förbättra (eller förstöra) kundnöjdheten och medarbetarengagemang.
3. Styrningsaspekt: Data rapporteras om bolagsstyrning såsom förhindrande av mutor och korruption, mångfald av styrelser, ersättning till chefer, cybersäkerhet och sekretesspraxis, och ledningsstruktur.

| Kategori        | Fråga                                                     | Bidrag till ESG-riskbetyg |
| --------------- | --------------------------------------------------------- | ------------------------- |
| Miljö 43,3 %    | Koldioxidutsläpp - Egen verksamhet                        | 19,2 %                    |
| Miljö 43,3 %    | Resursanvändning                                          | 10,3 %                    |
| Miljö 43,3 %    | Utsläpp, avloppsvatten och avfall                         | 7,1 %                     |
| Miljö 43,3 %    | Miljömässig och social påverkan av produkter och tjänster | 6,7 %                     |
| Social 34,1 %   | Mänskliga rättigheter                                     | 22,8 %                    |
| Social 34,1 %   | Arbetsmiljö och säkerhet                                  | 7,5 %                     |
| Social 34,1 %   | Samhällsrelationer                                        | 3,8 %                     |
| Styrning 22,6 % | Bolagsstyrning                                            | 11,9 %                    |
| Styrning 22,6 % | Affärsetik                                                | 6,7 %                     |
| Styrning 22,6 % | Humankapital                                              | 4,0 %                     |

### Miljödimension
Både hotet om klimatförändringar och oron över klimatförändringarna har ökat, så investerare väljer att inkludera hållbarhetsfrågor i sina investeringsval för att möjliggöra bättre riskjusterad avkastning. Frågorna refererar ofta till externa effekter, såsom påverkan på företagets funktion och intäkter som inte enbart påverkas av marknadsmekanismer. Som med alla områden inom ESG är bredden av möjliga problem stor (t.ex. utsläpp av växthusgaser, påverkan på biologisk mångfald, avfallshantering, vattenhantering).

### Social dimension

#### Mångfald
Det finns en växande tro att ju bredare talangpoolen är öppen för en arbetsgivare, desto större är chansen att hitta den optimala personen för jobbet.  Innovation och smidighet ses som de stora fördelarna med mångfald, och det finns en ökande medvetenhet om vad som har kommit att kallas skillnadens kraft. Det räcker dock inte att bara hålla en obligatorisk mångfaldsutbildning för att öppna företag för möjligheter för målgrupper. Studier visar att ju mer ett företag avsiktligt integrerar arbetslag, desto mer öppet blir det för en mångsidig arbetsstyrka.

#### Mänskliga rättigheter
2006 ansåg USA:s appellationsdomstolar att det fanns skäl att svara på att helt och hållet föra in området för ett företags sociala ansvar på den finansiella arenan. Detta område vidgas till att omfatta sådana överväganden som effekten på lokalsamhället, anställdas hälsa och välfärd och en mer grundlig undersökning av ett företags värdekedja. Ett av de viktigaste ramverken som används är FN:s vägledande principer för företag och mänskliga rättigheter.

### Bolagsstyrning
Bolagsstyrning avser de strukturer och processer som styr och kontrollerar företag. God förvaltning anses säkerställa att företag är mer ansvarsfulla, motståndskraftiga och transparenta för investerare.
Bolagsstyrning i ESG inkluderar frågor från styrelsens synpunkt, som övervakar VD:s beteende, företagsledningen och anställda i stort. Detta inkluderar mätning av affärsetik, konkurrensbegränsande metoder, korruption, skatt och delgiven insyn i redovisningen för intressenter.

#### Relationer till medarbetare
Medarbetarrelationer hänför sig bland annat till representation av medarbetare i företagens beslutsfattande och möjlighet att delta i ett fackförbund.